# Pink Triangle
Pink Triangle è un singolo del gruppo musicale statunitense Weezer, terzo e ultimo estratto dal secondo album in studio Pinkerton. È stato lanciato sulle radio il 20 maggio 1997. La canzone venne remixata da Tom Lord-Alge, che aggiunse una doppia chitarra solista, e una base di synth e voci distorte.
È stato anche pubblicato un promo contenente una versione acustica dalla canzone, registrata alla Shorecrest High School, a Seattle, Washington.

## Tracce
1. Pink Triangle - 4:02 (Cuomo)
2. Pink Triangle (acustica dal vivo) - 4:18 (Cuomo)

## Formazione
- Rivers Cuomo - voce, chitarra
- Brian Bell - chitarra
- Matt Sharp - basso
- Patrick Wilson - batteria